# مارتن لامبرت
مارتن لامبرت (بالإنجليزية: Martin Lambert)‏ (24 سبتمبر 1965 - ) هو لاعب كرة قدم بريطاني في مركز الهجوم. لعب مع ويكمب وندررز.